# Thierry Bock
Thierry Bock (Rocourt, 27 december 1966) is een Belgisch voormalig wielrenner die reed voor Hitachi en Lotto-Super Club. In 1988 werd hij derde in Luik-Bastenaken-Luik voor beloften. Twee jaar later won hij een etappe in de Ronde van Zwitserland. 

## Belangrijkste overwinningen
1990
- 6e etappe Ronde van Zwitserland

## Grote rondes
Geen